# Phrynomantis bifasciatus
La rana de caucho (Phrynomantis bifasciatus) es un anfibio anuro de la familia Microhylidae. Mide entre 4 y 6 cm. A diferencia de otras, esta especie camina y corre en lugar de saltar. Es negra y brillante, con manchas de un rojo pálido. Cambia de color durante el día, poniéndose algo más pálida cuanto más tiempo está expuesta a la luz solar. Tiene una cabeza puntiaguda y sus ojos son pequeños. Si se siente amenazada, se levanta estirando las extremidades e inflando su cuerpo. También es tóxica:las sustancias venenosas que produce pueden ser mortales para un humano si éste las ingiere.
Vive en Sudáfrica, sur de Angola, Botsuana, Kenia, Malaui, Mozambique, Namibia, República democrática del Congo, Somalia, Suazilandia, Tanzania, Zambia y Zimbabue.